# Mario Garbetta
Mario Agostino Garbetta (* 1946 in Neapel) ist ein italienischer Film- und Fernsehschaffender.

## Leben
Garbetta war bei mehreren lokalen Fernsehsendern, auch seiner Heimatstadt, in Führungspositionen tätig; daneben führte er eine Kunstgalerie. Nach einer Handvoll Rollen als Schauspieler versuchte er sich zu Beginn der 1980er Jahre als Regisseur und Produzent zweier Filme, die vor allem regionalen Erfolg (und Vertrieb) hatten. 1986 schließlich war er Produktionsleiter für Romano Scandariato.
Seither widmet sich Garbetta hauptsächlich seiner Galerie Garbettarte.

## Filmografie (Auswahl)
- 1980: Attenti a quei due napoletani (Darsteller, Billy White)
- 1981: Nel segno del leone (Regie, Produktion, Darsteller)
- 1982: Succede a Napoli (Regie, Produktion, Drehbuch, Darsteller)